# Chamaediplosis nootkatensis
Chamaediplosis nootkatensis är en tvåvingeart som beskrevs av Gagne och Duncan 1990. Chamaediplosis nootkatensis ingår i släktet Chamaediplosis och familjen gallmyggor. Inga underarter finns listade i Catalogue of Life.